# 贡莫镇
贡莫镇（羅馬化：ggop mop），是中华人民共和国四川省凉山彝族自治州越西县下辖的一个乡镇级行政单位，位于越西县境东南部、距离越西县城27千米，和普雄镇隔尼日河相望。境内最高海拔2800米，最低海拔1788米。
2021年1月12日，撤销拉白乡、乐青地乡和贡莫乡，设立贡莫镇。以原拉白乡、原贡莫乡和原乐青地乡地各村、尔普村、寒林村、罗波科村、青地村、瓦曲村所属行政区域为贡莫镇的行政区域。
镇优势农产品为烤烟，共有烤烟地3266亩；苹果园825.55亩，验收707.19亩；花椒产业园共505亩。

## 行政区划
贡莫镇下辖以下地区：
尔莫普村、贡莫村、汉扎洛村、布基洛村、地各村、依史村和差差木村。